# Сторла (Південна Дакота)
Сторла (англ. Storla) — переписна місцевість (CDP) в США, в окрузі Орора штату Південна Дакота. Населення — 6 осіб (2010).

## Географія
Сторла розташована за координатами 43°51′45″ пн. ш. 98°21′9″ зх. д. / 43.86250° пн. ш. 98.35250° зх. д. (43.862499, -98.352622).  За даними Бюро перепису населення США в 2010 році переписна місцевість мала площу 0,33 км², уся площа — суходіл.

## Демографія
Згідно з переписом 2010 року, у переписній місцевості мешкало 6 осіб у 4 домогосподарствах у складі 2 родин. Густота населення становила 18 осіб/км².  Було 6 помешкань (18/км²).
Расовий склад населення:
| - 100,0 % — білих |

До двох чи більше рас належало 0,0 %. Частка іспаномовних становила 0,0 % від усіх жителів.
За віковим діапазоном населення розподілялося таким чином: 0,0 % — особи молодші 18 років, 33,3 % — особи у віці 18—64 років, 66,7 % — особи у віці 65 років та старші. Медіана віку мешканця становила 70,5 року. На 100 осіб жіночої статі у переписній місцевості припадало 200,0 чоловіків;  на 100 жінок у віці від 18 років та старших — 200,0 чоловіків також старших 18 років.
Цивільне працевлаштоване населення становило 11 осіб. Основні галузі зайнятості: науковці, спеціалісти, менеджери — 100,0 %.